# Toponimi latini dei comuni della provincia della Spezia
Questo elenco comprende i nomi latini dei comuni della provincia della Spezia effettivamente usati in epoca classica, medievale e moderna.

## Elenco
| Endonimo italiano         | Toponimo latino principale | Varianti                                                                                                 | Antropotoponimo (nome degli abitanti) | Note |
| ------------------------- | -------------------------- | --- | ------------------------------------- | ---- |
| La Spezia                 | Spedia -ae                 | Spetia -ae, Aspetia -ae                                                                                  | Spedienses                            |      |
| Ameglia                   | Amelia -ae                 | | Amelienses                            |      |
| Arcola                    | Arcula -ae                 | | Arculani                              |      |
| Beverino                  | Beverinum -i               | | Beverinenses                          |      |
| Bolano                    | Bullanum -i                | Bolanum -i, Bollanum -i, Vetius Bolanus                                                                  | Bullanenses                           |      |
| Bonassola                 | Bonasola -ae               | Bonatiola -ae, Vallis Bonazolae, Bonasola de Varia, (ant.te forse Bulnetia -ae o Bodetia -ae)            | Bonasolenses, Bonatiolenses           |      |
| Borghetto di Vara         | Burgellus ad Varam         | Burgetulus de Varia, Burgus Sanctae Mariae Magdalenae                                                    | Burgellenses, Burgetulenses           |      |
| Brugnato                  | Bruniatum -i               | Prunetum -i, (ant.te forse Brunadum -i, Bruniadae -arum)                                                 | Bruniatenses, Brugnatenses            |      |
| Calice al Cornoviglio     | Calix -icis                | Carex -icis, Calese -is, Calix apud Cornovilium                                                          | Calicenses                            |      |
| Carro                     | Carrum -i                  | Carrus -ūs, Boaetia -ae                                                                                  | Carrenses                             |      |
| Carrodano                 | Carrodonum -i              | Carrodonum de Varia                                                                                      | Carrodonenses                         |      |
| Castelnuovo Magra         | Castrum Novum              | Castrum Novum ad Macram, Castrum Novum Macrae                                                            | Castronovenses                        |      |
| Deiva Marina              | Deiva -ae                  | | Deivenses                             |      |
| Follo                     | Follum -i                  | | Follenses                             |      |
| Framura                   | Framura -ae                | Framula, Infra Murulas, ant.te Antium                                                                    | Framurenses                           |      |
| Lerici                    | Erix -icis                 | Portus Ericis, Ericis Sinus, Erycis, poi Castrum Ilicis e Portus Ilicis                                  | Ericenses, Ilicenses                  |      |
| Levanto                   | Ceula -ae                  | Levantum -i, Castellum Orientis                                                                          | Ceulenses, Levantenses                |      |
| Maissana                  | Masiana -ae                | Maissana -ae                                                                                             | Masianenses                           |      |
| Monterosso al Mare        | Mons Rubeus ad Mare        | Mons Russus, Mons Ruber                                                                                  | Monterubrini, Monterubrenses          |      |
| Ortonovo                  | Castrum Horti Novi         | Hortonovum -i, Ortus Novus                                                                               | Hortonovenses                         |      |
| Pignone                   | Pinio -onis                | | Pinionenses                           |      |
| Portovenere               | Veneris Portus             | Portuveneris, Portus Veneris                                                                             | Venerisportenses                      |      |
| Riccò del Golfo di Spezia | Ricotium -ii               | Rivi Caput, Ricotium de Sinu Spediensi, Rivi Caput de Sinu Spediensi                                     | Ricotienses, Rivicapitenses           |      |
| Riomaggiore               | Rivus Maior                | | Rivomaiorenses                        |      |
| Rocchetta di Vara         | Rupecula ad Varum          | Rochetula de Varia, Rocchetta de Varia                                                                   | Rochetulenses                         |      |
| Santo Stefano di Magra    | Burgus Sancti Stephani     | Fanum Sancti Stephani ad Macram, Fanum Sancti Stephani Macrae                                            | Stephanenses                          |      |
| Sarzana                   | Sergiana -ae               | Cariciana -ae, Sargianum -, Sergianum -i, Sergianum Castrum, poi Castrum Sarzanae , Castrum de Sarzana'' | Sarzanenses, Sergianenses             |      |
| Sesta Godano              | Castrum Codani             | Sexta Codani, Sexta Gaudianum, ant.te Sextus ab Urbe Lapis (Bruniatum), Ad Sextum ab Bruniato Lapidem    | Codani, Gaudiani, Codanenses          |      |
| Varese Ligure             | Varisium -ii               | Plebs de Varia, Plebs Variensis, Varesis -is, Varisius -ii                                               | Varisini                              |      |
| Vernazza                  | Vulnetia -ae               | Hibernatia -ae, Vernantia -ae                                                                            | Vulnetienses                          |      |
| Vezzano Ligure            | Vectianum -i               | Vicianum -i, Vitianum -i                                                                                 | Vectianenses                          |      |
| Zignago                   | Siniacum -i                | Cornia -ae                                                                                               | Siniacenses                           |      |